# New York Days
New York Days è un album in studio del trombettista e compositore italiano Enrico Rava, pubblicato nel 2009.

## Tracce
1. Lulù – 9:33
2. Improvisation I – 4:24
3. Outsider – 6:17
4. Certi Angoli Segreti – 10:55
5. Interiors – 10:42
6. Thank You, Come Again – 7:05
7. Count Dracula – 3:20
8. Luna Urbana – 7:39
9. Improvisation II – 7:52
10. Lady Orlando – 5:31
11. Blancasnow – 4:22

## Formazione
- Enrico Rava - tromba
- Mark Turner - sassofono tenore
- Stefano Bollani - piano
- Larry Grenadier - basso
- Paul Motian - batteria